# Журнал європейської економіки
«Журнал європейської економіки» — український науковий журнал, заснований у 2002 році. Свідоцтво про державну реєстрацію: КВ № 12642-1526 ПР від 03.05.2007. Журнал включено до переліку фахових видань в галузі економіки. Періодичність: 4 рази на рік. Мови видання: українська, російська, англійська.

## Тематична спрямованість журналу
- теорія міжнародної економіки
- економіка європейських країн
- європейська інтеграція
- ринок фінансово-банківських послуг
- регіоналізація та глобалізація

## Засновник
Тернопільський національний економічний університет.   

## Редакційна колегія
Головний редактор: Євген Савельєв, доктор економічних наук, академік АН ВШ України.
Заступники головного редактора: доктори економічних наук Віталіна Куриляк, Олександр Шаров.
Члени редколегії: Роланд Айзен (Німеччина), Удо Бролл (Німеччина), Богдан Гаврилишин, Валерій Геєць, Лорен Гієрі (Франція), Пітер ван дер Гук (Нідерланди), Олександр Дзюблюк, Ольга Кириленко, Андрій Крисоватий, Дмитро Лук'яненко, Юрій Макогон, А. Мельник, Т. Орєхова, Джордж Поліхнопулос (Греція), В. Сиденко, Евангелос Сискос (Греція), Олена Сохацька, Антон Філіпенко, Ніколас Цуоніс (Греція), Олександр Шнирков.